# Maruggio
Maruggio är en ort och kommun i provinsen Taranto i regionen Apulien i Italien. Kommunen hade 5 241 invånare (2017).